# Callaspidia dusmeti
Callaspidia dusmeti is een vliesvleugelig insect uit de familie van de Figitidae. De wetenschappelijke naam van de soort is voor het eerst geldig gepubliceerd in 1924 door Tavares.